# Eriopyga gigantea
Eriopyga gigantea är en fjärilsart som beskrevs av William Schaus 1903. Eriopyga gigantea ingår i släktet Eriopyga och familjen nattflyn. Inga underarter finns listade i Catalogue of Life.